# Ficocianina

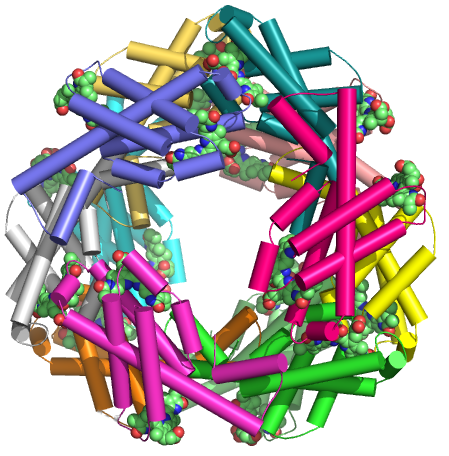
Estructura de l'al·loficocianina

Ficocianobilina

La ficocianina, en anglès: Phycocyanin, és un complex de pigment- proteïna dins la família de recollidors de llum ficobiliproteïna, junt amb l'al·loficocianina i la ficoeritrina. és un pigment auxiliar de la clorofil·la. La ficocianina té un color característic blau pàl·lid i absorbeix la llum taronja i roja, particularment prop dels 620 nm i emet fluorescència a uns 650 nm. Les ficocinines C o R. es troben en el cianobacteriss. L'etimologia de la ficocianina prové del grec phyco que significa “algues” i cyanin del color cian. El producte ficocianina, produït per Aphanizomenon flos-aquae i el complement dietètic Spirulina es fa servir en aliments i begudes com l'agent colorant 'Lina Blue' i es pot trobar en dolços i gelats.